# Кабинет Милойко Спаича
44-е правительство Черногории (черног. 44. Vlada Crne Gore) — текущий кабинет министров Черногории под председательством Милойко Спаича, лидера движения «Европа сейчас!», победившего на досрочных парламентских выборах 11 июня 2023 года. 31 октября Скупщина Черногории утвердила правительство. За проголосовали 46 депутатов, против — 19, воздержался — 1. Сменил правительство под председательством Дритана Абазовича, которому Скупщина Черногории вынесла вотум недоверия 20 августа 2022 года 50 голосами против 1. В коалицию вошли движение «Европа сейчас!», «Демократическая Черногория», Социалистическая народная партия Черногории, «Цивис», «Албанский форум» и «Албанский альянс».
Кабинет состоит из председателя, 5 заместителей председателя и 17 министров.

## Распределение портфелей
|  | Движение «Европа сейчас!»                   | 11 |
|  | «Демократическая Черногория»                | 6  |
|  | Социалистическая народная партия Черногории | 2  |
|  | «Албанский форум»                           | 2  |
|  | «Албанский альянс»                          | 1  |
|  | «Цивис»                                     | 1  |

## Состав правительства
Состав правительства:
| Пост | Изображение | Имя                     | Период полномочий | Партия                                      |
| --- | ----------- | ----------------------- | ----------------- | ------------------------------------------- |
| Председатель правительства                                                                                         |             | Милойко Спаич           | с 31 октября 2023 | Движение «Европа сейчас!»                   |
| Заместитель председателя правительства по вопросам безопасности, внутренней и внешней политики и европейским делам |             | Алекса Бечич            | с 31 октября 2023 | «Демократическая Черногория»                |
| Заместитель председателя правительства по экономической политике и министр экономического развития                 |             | Ник Гелошай             | с 31 октября 2023 | «Албанский форум»                           |
| Заместитель председателя правительства по политической системе, правосудию и борьбе с коррупцией                   |             | Момо Копривица          | с 31 октября 2023 | «Демократическая Черногория»                |
| Заместитель председателя правительства по вопросам демографии и молодёжи и министр спорта и молодёжи               |             | Драгослав Шчекич        | с 31 октября 2023 | Социалистическая народная партия Черногории |
| Заместитель председателя правительства по вопросам труда, образования, здравоохранения и социальной защиты         |             | Срджан Павичевич        | с 31 октября 2023 | «Цивис»                                     |
| Министр юстиции |             | Андрей Милович          | с 31 октября 2023 | Движение «Европа сейчас!»                   |
| Министр внутренних дел                                                                                             |             | Данило Шаранович        | с 31 октября 2023 | «Демократическая Черногория»                |
| Министр финансов                                                                                                   |             | Новица Вукович          | с 31 октября 2023 | Движение «Европа сейчас!»                   |
| Министр иностранных дел                                                                                            |             | Филип Иванович          | с 31 октября 2023 | Движение «Европа сейчас!»                   |
| Министр транспорта и морских дел                                                                                   |             | Филип Радулович         | с 31 октября 2023 | Движение «Европа сейчас!»                   |
| Министр европейских дел                                                                                            |             | Маида Горчевич          | с 31 октября 2023 | Движение «Европа сейчас!»                   |
| Министр энергетики и горной промышленности                                                                         |             | Саша Муйович            | с 31 октября 2023 | Движение «Европа сейчас!»                   |
| Министр государственного управления                                                                                |             | Мараш Дукай             | с 31 октября 2023 | «Албанский форум»                           |
| Министр труда и социальной защиты                                                                                  |             | Наида Нишич             | с 31 октября 2023 | Движение «Европа сейчас!»                   |
| Министр просвещения, науки и инноваций                                                                             |             | Анджела Якшич-Стоянович | с 31 октября 2023 | Движение «Европа сейчас!»                   |
| Министр здравоохранения                                                                                            |             | Воислав Шимун           | с 31 октября 2023 | Движение «Европа сейчас!»                   |
| Министр культуры и медиа                                                                                           |             | Тамара Вуйович          | с 31 октября 2023 | «Демократическая Черногория»                |
| Министр пространственного планирования, урбанизма и государственного имущества                                     |             | Янко Одович             | с 31 октября 2023 | Движение «Европа сейчас!»                   |
| Министр по защите прав человека и прав меньшинств                                                                  |             | Фатмир Гека             | с 31 октября 2023 | «Албанский альянс»                          |
| Министр обороны |             | Драган Крапович         | с 31 октября 2023 | «Демократическая Черногория»                |
| Министр туризма, экологии, устойчивого развития и развития севера                                                  |             | Владимир Мартинович     | с 31 октября 2023 | «Демократическая Черногория»                |
| Министр сельского, лесного и водного хозяйства                                                                     |             | Владимир Йокович        | с 31 октября 2023 | Социалистическая народная партия Черногории |